# Storia delle Figi

Posizione geografica delle Isole Figi

La storia delle Isole Figi si collega alla vicende degli altri paesi insulari dell'Oceania, come Vanuatu, Kiribati e Samoa. L'arcipelago si colloca nella regione geografica della Melanesia e si ritiene che la maggior parte delle isole sia emersa dalle acque circa 150 milioni di anni fa in seguito ad attività vulcanica.

## Primi insediamenti e preistoria
I primi abitanti delle Isole Figi sbarcarono nell'arcipelago tra il XIV secolo a.C. e il X secolo a.C.. Si ritiene che i primi ad arrivare nell'arcipelago, probabilmente nell'isola maggiore di Viti Levu, furono genti di etnia Austronesiana: le maggiori prove a sostegno di questa ipotesi fanno riferimento ai ritrovamenti di terrecotte tipiche della civiltà di Lapita. In seguito, in un periodo compreso tra il II secolo a.C. e il I secolo a.C., le isole avrebbero accolto un ulteriore influsso di popolazioni di etnia melanesiana che avrebbero lentamente emarginato gli austronesiani, spingendoli a lasciare in buona parte l'arcipelago per fare rotta verso le Isole Samoa, Tonga e le Hawaii. I polinesiani non lasciarono solo testimonianze "fisiche" della loro presenza ma anche culturali: diverse parole figiane presentano contaminazioni proprie delle lingue austronesiane. Altri contatti delle Isole Figi con il mondo esterno sono testimoniate dai ritrovamenti di canoe tongane nell'arcipelago e di canoe figiane a Tonga. Inoltre, il dialetto delle Isole Lau contiene diverse parole tongane. Ulteriore testimonianza dei contatti delle Figi con l'esterno furono le terrecotte figiane ritrovate alle Samoa e alle Isole Marchesi. Tutti questi ritrovamenti e rilievi culturali provano lo status delle Isole Figi come crocevia culturale e commerciale dell'Oceania precoloniale.

## L'egemonia tongana
Intorno al X secolo d.C. l'Impero Tu'i Tonga iniziò ad esercitare un'influenza sempre più forte sia sulle Figi che sul resto della Polinesia. Tale influenza rappresentò un altro vettore di ingresso della cultura polinesiana tra i melanesiani che popolavano l'arcipelago. Diversi indizi testimoniano la creazione di una società che con il passare dei secoli si faceva sempre più complessa, con la presenza di una propria casta religiosa composta dai sacerdoti detti bete e con un proprio sistema monetario che si poggiava sullo scambio di denti di capodoglio lucidati. In aggiunta, in questo periodo venne a crearsi un notevole settore artigianale basato sulla produzione di tessuti di Tapa poi utilizzati per la creazione di abiti e di vele per le canoe dette Drua. Erano piuttosto frequenti anche gli scontri tra diverse tribù, il che portò gli abitanti delle isole a produrre armi come mazze e archi con cui venivano scoccate frecce avvelenate. L'impero Tu'i Tonga iniziò il proprio declino al termine del XIII secolo d.C. in seguito a sanguinosi conflitti sia interni che esterni.

## Il contatto con gli europei
Il primo europeo conosciuto a raggiungere l'arcipelago delle Figi fu l'esploratore olandese Abel Tasman. Nel 1643 fu in grado di avvistare sia l'isola di Vanua Levu che quella di Taveuni mentre era alla ricerca della Terra Australis. Per altri contatti significativi fu necessario attendere oltre un secolo, quando l'esploratore britannico James Cook sbarcò su una delle isole della provincia di Lau. La prima opera cartografica sull'arcipelago venne completata nel 1789 dal capitano della marina britannica William Bligh, che durante gli eventi dell'ammutinamento del Bounty venne lasciato alla deriva dagli ammutinati. Dopo pochi giorni di navigazione il marinaio inglese approdò a Ovalau per poi visitare Viti Levu e Vanua Levu, salvo poi proseguire in direzione dell'Indonesia e di Batavia. I primi europei a mantenere contatti continuativi e stabili con i figiani furono i balenieri e i mercanti in cerca di cetrioli di mare e legno di sandalo. Quest'ultimo, in particolare, fu oggetto di una vera e propria corsa commerciale allo sfruttamento delle piante: tra il 1804, data della scoperta da parte europea della presenza di esemplari di Santalacee sulla costa sudoccidentale di Vanua Levu, e il 1813 le piante andarono quasi estinte, portando i commerci a un repentino stop. Alcuni tra gli europei che visitarono l'arcipelago in questo periodo vennero accolti di buon grado anche a causa delle armi da fuoco che importarono e che consentivano ai capi delle diverse tribù di avere maggiori capacità belliche e di controllo del territorio. Tra i più noti vi era tale Kalle Svenson, meglio conosciuto come Charlie Savage, che fece la fortuna del capotribù dei Bau Navilou. Grazie ai fucili portati da Savage, infatti, questi fu in grado di acquisire una sempre maggior importanza politica nell'arcipelago, poi mantenuta sino all'annessione britannica.
Nel 1821 i commerci ripresero con rinnovato vigore, stavolta grazie ai cetrioli di mare. La carne dell'animale era particolarmente popolare in Cina, dove veniva importata dopo essere stata processata in una serie di fabbriche costruite sulle isole dagli europei. Tali stazioni di lavorazione impiegavano anche molti operai autoctoni. Lo sfruttamento e il commercio dei cetrioli di mare si dimostrò particolarmente profittevole e duraturo, tanto da spingere britannici e americani a costruire basi fisse sulle isole: la prima città completamente costruita dagli europei fu Levuka. Insieme ai mercanti sull'isola arrivarono anche i missionari cristiani, i cui insegnamenti erano accettati di buon grado dai capi figiani fintantoché arrivavano insieme a merci preziose. L'introduzione del cristianesimo sulle isole arrivò in maniera lenta e graduale e non senza incomprensioni da ambo le parti: i missionari cercarono di sollecitare l'invio di ulteriori rinforzi sia a livello materiale che di personale ingigantendo il ruolo che il cannibalismo ebbe sulle isole. I figiani convertiti erano costretti a tagliarsi i capelli secondo uno stile più simile a quello europeo e a indossare il sulu, secondo un processo di abbandono delle proprie tradizioni (incluse quelle funerarie e matrimoniali) detto lotu. Le pressioni occidentali in direzione dell'abbandono della tradizione figiana risultarono in una crescente tensione con i nativi. Il culmine viene raggiunto nel 1840, quando la spedizione statunitense comandata da Charles Wilkes bruciò un villaggio sull'isola di Malolo in risposta all'uccisione di un marinaio e di un ufficiale. Wilkes affrontò un'inchiesta ma non subì alcuna condanna.

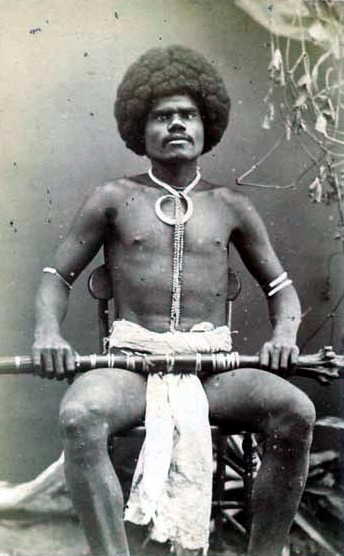
Guerriero degli altipiani appartenente ai Kai Colo

## Cakobau e la reazione alla conversione al cristianesimo
Gli anni '40 del 1800 furono un decennio in cui i diversi clan dell'arcipelago, dopo aver ottenuto e imparato ad usare le armi da fuoco, cercarono di prevaricare gli altri per ottenere il potere su tutte le isole. Dopo una serie di scontri emerse al di sopra degli altri il capo Seru Epenisa Cakobau dell'isola di Bau. Questi continuò l'opera del padre Tanutoa Visaqawa, il quale aveva già assoggettato buona parte delle Figi occidentali. Il potere di Cakobau fu tale che riuscì ad espellere gli europei da Levuka per 5 anni dopo averli accusati di aver dato armi ai suoi nemici. All'inizio degli anni '50, tuttavia, decise di intraprendere un altro passo e di dichiarare guerra a tutti i cristiani presenti sull'arcipelago. Fu costretto ad affrontare non solo i missionari, ma anche una nave britannica e le forze dei tongani già convertiti. Tra questi, il principe Enele Ma'afu, il quale convertì i figiani delle isole Lau, divenendo così una minaccia per il potere di Cakobau. Mentre il potere dei suoi avversari cresceva, il capo figiano vedeva il suo erodersi: il suo status di primo tra pari tra i capi figiani non gli garantiva sufficiente capitale politico per esigere risorse e tributi con cui sostenere lo sforzo bellico, che gradualmente perse di slancio e pericolosità. Questo stato delle cose, sommato al progressivo interessamento degli Stati Uniti negli affari delle isole, forzò Cakobau alla resa: il 30 aprile 1854 si arrese e intraprese il lotu, convertendosi al cristianesimo e accettando i costumi occidentali. I templi sull'isola di Bau e le foreste sacre di nokonoko vennero distrutte. Il resto dei capi ribelli venne sconfitto l'anno successivo dalle forze congiunte di Tonga e degli Stati Uniti. Cakobau mantenne il proprio status di sovrano delle Figi ma solo a livello simbolico, dato che oramai gran parte del potere politico era in mano agli occidentali. A lui venne conferito il titolo, ormai svuotato di ogni significato, di Tui Viti (re delle Figi).

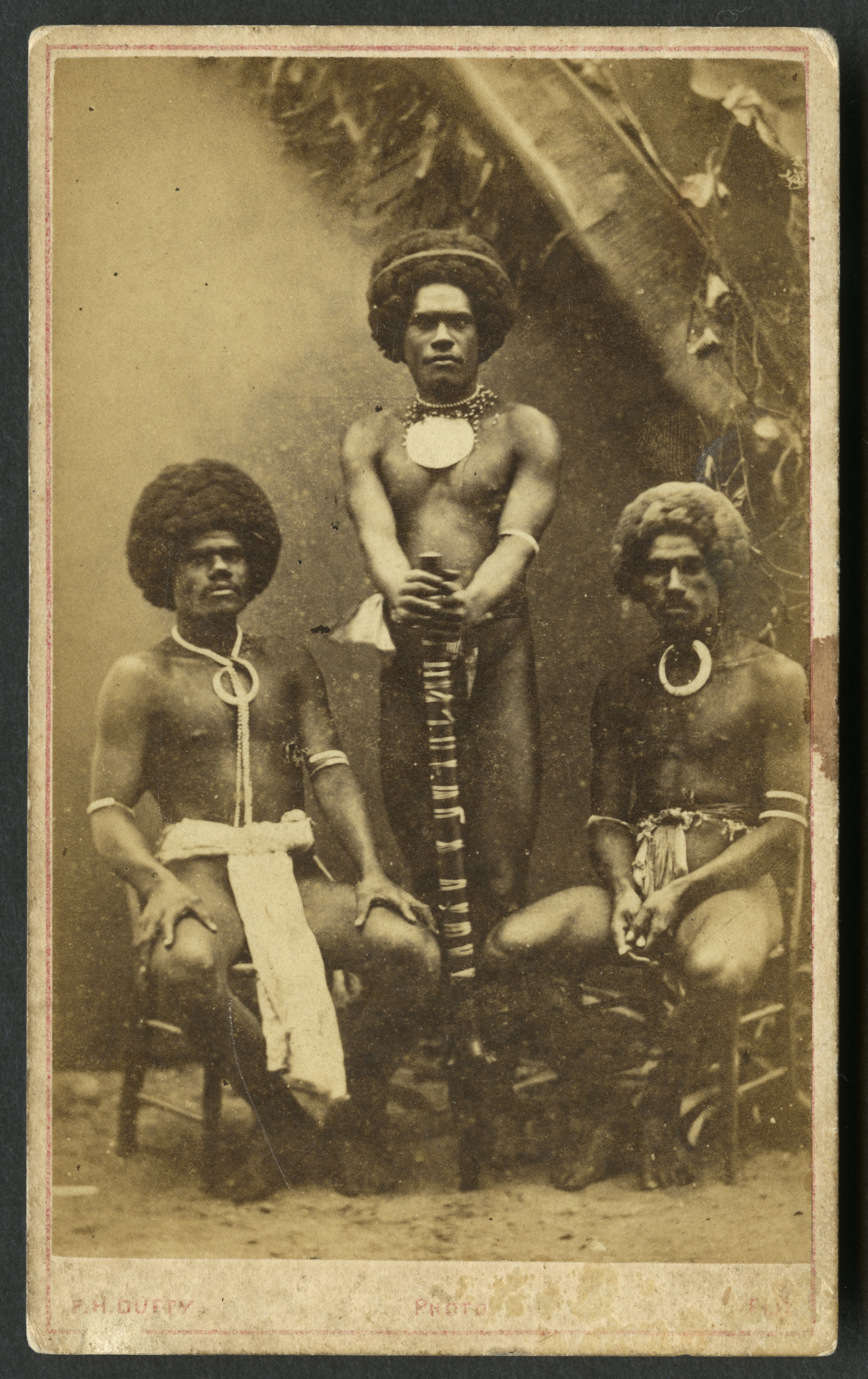
Tre guerrieri appartenenti ai Kai Colo

Il console americano sulle isole, John Williams, fu protagonista di una serie di incidenti sia prima che dopo la resa di Cakobau. Nel 1949 il suo negozio venne saccheggiato dopo aver preso fuoco in seguito ai festeggiamenti per il giorno dell'indipendenza, mentre nel 1955 la sua casa su Nukulau venne bruciata. In seguito agli attacchi il rappresentante americano chiese un indennizzo di 5000 $ a Cakobau, i quali andavano a sommarsi ad altri 38.000 $ di danni subiti dai cittadini americani sulle isole. Il Tui Viti venne messo di fronte a una scelta: pagare o venire preso prigioniero. Sulle prime il re cercò di ritardare il pagamento nella speranza che il tempo alleggerisse il desiderio di rappresaglia degli statunitensi, ma tre anni più tardi Washington decise di inviare la USS Vandalia per forzare una decisione. Lo stesso anno era arrivato nelle isole anche il primo console britannico, William Thomas Pritchard, il quale aveva intenzione di portare a termine l'annessione delle isole all'Impero Britannico. Cakobau, stretto tra gli americani e le continue incursioni tongane, accettò la proposta britannica. Pritchard inviò la proposta a Londra per l'approvazione, mentre nel frattempo creò un consiglio dei capitribù che rafforzasse ulteriormente la legittimità politica del mandato d'annessione. La proposta tornò indietro nel 1862, con il governo britannico che vedeva una scarsa utilità nelle isole e nel dover amministrare "un'altra razza di selvaggi", respingendo quindi le proposte di Pritchard. Cakobau, inoltre, non venne riconosciuto da Londra come un capo con un potere politico sufficientemente forte da poter parlare per tutto l'arcipelago. L'interessamento di Londra negli affari delle isole, tuttavia, ebbe l'effetto di allontanare momentaneamente l'attenzione statunitense.

## La confederazione e gli scontri con i Kai Colo
La guerra civile americana e il conseguente aumento del prezzo del cotone videro un aumento dei migranti americani ed europei alla ricerca di nuove terre dove introdurre nuove piantagioni. I nuovi arrivi cercarono di acquistare terre da nativi che non sempre erano i veri proprietari del terreno venduto. I fraintendimenti davano luogo a scontri tra autoctoni e tra questi e i nuovi arrivi. La contropartita per l'acquisto delle terre era spesso costituita da bevande alcoliche e armi da fuoco. Nel 1865, per cercare di dare una maggior regolamentazione alla compravendita di terra i coloni proposero ai nativi di creare una confederazione delle tribù che fungesse da autorità centrale con cui discutere l'acquisto di nuovi terreni. La proposta ebbe successo e Cakobau venne nominato primo presidente della federazione.
La crescente necessità di terre per le coltivazioni spinse i coloni verso le zone collinari, dove giunsero allo scontro con i Kai Colo, un nome collettivo per le tribù delle colline figiane. Qui la situazione si esacerbò a tal punto che il console britannico John Bates Thurston chiese a Cakobau di attaccare i villaggi dei Kai Colo per ridurli a più miti consigli. L'azione fallì e le forze della confederazione figiana persero oltre 60 soldati. Cakobau, nel tentativo di salvare la propria reputazione e la confederazione, proposte il reclutamento di una forza mercenaria australiana. La proposta venne rifiutata e Cakobau perse il comando della confederazione che venne sciolta. La soluzione ai debiti di Cakobau arrivò dall'australiana Polynesia Company, che saldò il debito del capotribù con gli Stati Uniti in cambio di vaste porzioni di terreno intorno alla foce del fiume Rewa. I coloni che vivevano appena più a monte, tuttavia, continuavano ad avere problemi con i Kai Colo, più precisamente con la tribù dei Wainimala. La Marina inglese attaccò il villaggio di Deoka bruciandolo dopo aver risalito il fiume.

## La creazione del Regno delle Figi
Alla fine del 1870 erano presenti sulle isole oltre 2000 coloni di origine europea, i quali promossero un'idea di gestione della cosa pubblica maggiormente organizzato al fine di tutelare i propri interessi commerciali. Alcune esperienze di governo organizzato sorsero in alcune parti dell'arcipelago: sulle isole Lau il principe tongano Enele Ma'afu creò un regno e assunse il titolo di Tui Lau. I tongani ripresero ad avere mire espansionistiche sull'arcipelago che andavano comunque commisurate con quelle statunitensi, prussiane e con le mire dei britannici, che continuavano a non voler fare delle Figi un'altra colonia ma tantomeno volevano che altre potenze se ne impadronissero. L'idea per risolvere tale impasse fu dell'ex ufficiale della marina militare britannica George Austin Woods, il quale, nel 1871, propose la creazione di un regno dotato di governo comprendente coloni e capitribù, di una camera dei rappresentanti e di un comitato legislativo. La maggior parte dei capitribù (ad esclusione dei Kai Colo che continuavano la loro guerriglia dalle montagne), accettò il nuovo regno al capo del quale venne posto Cakobau. Parte dei coloni, in particolar modo quelli provenienti dall'Australia, non era abituata a stare in rapporto di subordinazione rispetto a un nativo, il che portò alla nascita di una serie di gruppi razzisti. Questi ultimi ebbero influenza limitata, in quanto Cakobau riuscì a mettere in posti di governo coloni europei considerati di grande influenza nelle rispettive comunità, aumentando il potere politico del nuovo governo nei confronti degli abitanti delle isole. 

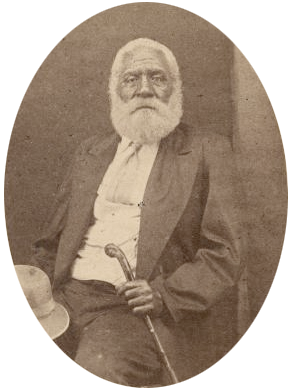
Il capo Cakobau vestito alla moda occidentale

Nel frattempo, la creazione del regno attirò nuovi coloni in cerca di terre, a cui seguì la ripresa del conflitto con i Kai Colo. Dopo l'uccisione di due coloni nel 1871 venne organizzata una spedizione punitiva composta da contadini europei, tra cui alcuni veterani della guerra civile americana, e figiani delle zone costiere. Lo scontro portò alla distruzione del villaggio di Cubu, situato su Viti Levu. I Kai Colo reagirono con ulteriori scorribande presso le fattorie costiere, a cui i coloni reagirono con una nuova spedizione a cui seguì una nuova spedizione punitiva. Cakobau disapprovava l'azione dei contadini, sebbene volesse assoggettare i Kai Colo. Per risolvere entrambi i problemi il re decise di creare un esercito regolare composto prevalentemente da nativi: la nuova formazione militare si sarebbe venuta a chiamare Native Regiment. Tale scelta, tuttavia, creò diversi malumori tra i coloni europei che non si fidavano di una forza di nativi (sebbene guidata da bianchi) a tutela dei propri interessi. Per riguadagnare la fiducia della componente bianca della popolazione venne inviato un contingente di 200 soldati in direzione degli altipiani centrali di Viti Levu. Un primo attacco presso il villaggio di Na Korowaiwai provocò 170 morti tra i Kai Colo. Questi primi successi aumentarono la popolarità del Native Regiment e alla spedizione si unirono oltre 1.000 tra figiani della costa ed europei. Sottoposti ad una tale forza superiore sia in numeri che in tecnologia, i Kai Colo dovettero arrendersi: molti di loro vennero uccisi sul posto o impiccati a Levuka, mentre altri vennero catturati e venduti come schiavi.

## L'annessione all'Impero Britannico
Nonostante la vittoria sui Kai Colo e la parvenza di aver costruito uno stato funzionale, Cakobau continuò ad avere seri problemi di raccolta delle imposte. La stabilizzazione della situazione americana, inoltre, consentì la ripresa della produzione di cotone, con conseguente calo del prezzo. Con in mente questi problemi, Cakobau offrì nuovamente il regno all'Impero Britannico. Il nuovo governo conservatore, guidato da Benjamin Disraeli, si dimostrò maggiormente incline ad espandere l'impero e decise di accettare la proposta. Il periodo fu in realtà tormentato da diversi incidenti quali l'assassinio del vescovo anglicano John Patteson al quale seguì la rappresaglia dei coloni contro 150 figiani imbarcati sul brigantino commerciale Carl. Altre tensioni di ordine politico si verificarono tra Cakobau e Ma'afu: il 21 del 1874 il primo fece un'offerta che venne accettata dal console inglese Hercules Robinson, che diventerà il primo governatore britannico delle isole. Cakobau fu costretto a rinunciare al titolo di Tui Viti, mantenendo però quello di Vunivalu, Protettore. Il 10 ottobre del 1874 Cakobau, Ma'afu e altri capitribù firmarono l'atto di cessione che sancì la nascita della colonia delle Isole Figi. L'anno successivo Robinson portò Cakobau e altri notabili figiani a Sydney in visita di rappresentanza: tre partecipanti al viaggio si ammalarono di morbillo e al ritorno non vennero posti in quarantena. Date le nulle difese contro questo tipo di morbo, il morbillo provocò un'epidemia che uccise circa 40.000 figiani. Ad oggi sono emerse teorie riguardanti l'intenzionalità dei britannici nel portare la malattia nell'arcipelago, ma non sono mai state trovate prove in tal senso.
Nel giugno del 1875 Sir Arthur Hamilton Gordon sostituì Robinson come governatore delle isole. Uno dei primi atti del nuovo governatore fu inviare l'amministratore Edgard Leopold Layard in cima agli altipiani per assicurarsi la lealtà dei Kai Colo e dei Qalimari. Il contatto tra la spedizione e i nativi provocò ulteriori focolai di morbillo, responsabili di migliaia di morti tra i residenti dell'altopiano. Ne nacque un'ulteriore ribellione che passerà alla storia del paese come "Piccola Guerra". L'esercito coloniale britannico condusse il conflitto senza porsi eccessivi scrupoli riguardo ai civili, con i Qalimari che si arresero in massa, mentre i Kai Colo vennero stanati dopo essersi rintanati nelle caverne. Per promuovere il potere coloniale, Gordon stabilì un sistema di agenti il cui perno erano i capotribù, tra le cui responsabilità c'era quella di denunciare eventuali tentativi di sedizione contro il governo coloniale.
Con il calo del prezzo del cotone queste piantagioni vennero velocemente rimpiazzate da coltivazioni di canna da zucchero. Per lavorarle Gordon decise di importare servitori a contratto dall'India: i primi 470 arrivarono nel maggio del 1879, aprendo la strada a oltre 60.000 conterranei in esodo verso l'arcipelago. Il contratto durava cinque anni, al termine dei quali i lavoratori potevano decidere di tornare in India a proprie spese. Nel caso in cui avessero deciso di prolungare il contratto per altri cinque anni, al termine avrebbero potuto tornare a casa a spese del governo britannico. Il sistema durò fino al 1916, ma i rimpatri proseguirono fino al secondo dopoguerra. Molti lavoratori non fecero più ritorno e rimasero a vivere alle Figi, costruendo una comunità che ad oggi conta oltre 380.000 individui, pari al 37,6% dei figiani.
Con il completo controllo di ogni manifestazione culturale da parte dei britannici, diversi nativi iniziarono ad aderire a movimenti di resistenza denominati Tuka, una parola traducibile con "coloro che stanno in piedi". Questi movimenti ben presto si tradussero in iniziative economiche, come ad esempio cooperative di produzione e consumo di prodotti agricoli che avevano lo scopo di boicottare le produzioni dei coloni. Ben presto diversi movimenti contigui nacquero in tutto l'arcipelago nonostante la repressione dell'amministrazione coloniale britannica. Intorno ai Tuka si svilupparono diverse figure di grande importanza culturale per i figiani come il capo Apolosi Nawai, che fu tra le figure preminenti del movimento culturale figiano del tempo. Questi venne ripetutamente arrestato a causa delle proteste e venne esiliato da Viti Levu, venendo inoltre considerato come un nemico della corona fino al 1946.

## Le Figi nei due conflitti mondiali

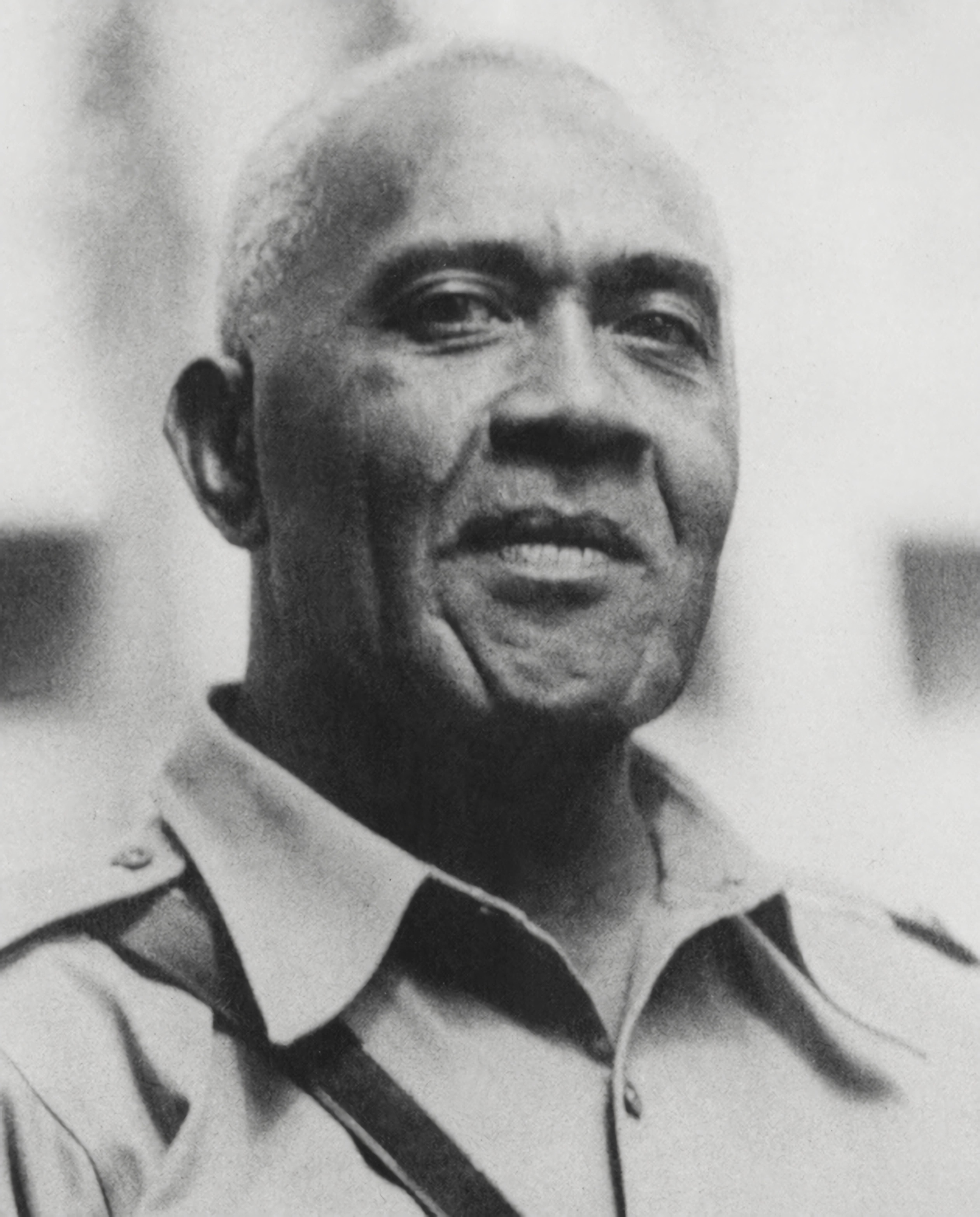
Lala Sukuna, discendente di Cakobau e tra i più famosi soldati figiani.

Le Isole Figi vennero solo marginalmente coinvolte nel primo conflitto mondiale. Divennero teatro della cattura del Conte Felix von Luckner, capitano del SMS Seeadler, nave reduce dal bombardamento di Papeete a Tahiti. Dopo aver attraccato nelle Isole della Società, più precisamente nell'atollo di Mopelia, von Luckner andò in cerca di ulteriori navi con cui riprendere la guerra di corsa usando una scialuppa motorizzata e dotata di armi da fuoco. La sua ricerca lo portò a Wakaya, dove venne fatto prigioniero dal locale corpo di guardia. Per quanto concerne i figiani, a questi il governo britannico impedì di arruolarsi. Vi furono tuttavia alcuni figiani arruolatisi nell'esercito francese: di particolare significato sarà la storia di Lala Sukuna, pronipote di Cakobau, che nel novero della Legione Straniera riuscì a guadagnarsi una Croix de guerre, tra le più alte decorazioni militari francesi. Negli anni successivi Lala Sukuna diventerà una delle figure politiche figiane di maggior rilievo.
La Seconda Guerra Mondiale vedrà le Isole Figi impegnate sul fronte pacifico, dove molti figiani furono impiegati dalle forze alleate nella Campagna delle Isole Salomone. Le prime fasi della guerra videro la costruzione di una serie di fortificazioni costiere e di una pista di volo presso Nadi. Il Giappone bombardò le isole a novembre del 1941 e a marzo del 1942. Gli indofigiani, per contro, rifiutarono di arruolarsi. Tra le figure militari di maggior importanza si ricorda Sefanaia Sukanaivalu a cui venne conferita la Victoria Cross per il coraggio dimostrato durante la Campagna di Bouganville.
In questo periodo le Isole Figi hanno intrapreso un cammino di sviluppo delle proprie istituzioni, con l'allargamento del consiglio legislativo a 19 membri (alcuni dei quali eleggibili) nel 1904, mentre nello stesso anno venne creato un embrione di governo, il consiglio esecutivo. Quest'ultimo era composto da quattro membri scelti dal governatore. L'arcipelago si dotò di una propria moneta nel 1934 che consentì alle isole una prima emancipazione economica. Dopo la seconda guerra mondiale le Figi intrapresero ulteriori passi verso l'autogoverno: l'espansione del consiglio legislativo a 35 elementi nel 1953, mentre nel 1964 alcuni membri ricevettero potere di spesa e di governo su determinati ambiti della vita pubblica.

## L'indipendenza dal Regno Unito
Nel 1964 a Londra si tenne una conferenza costituzionale sul tema dell'autogoverno. Durante l'incontro gli indofigiani domandarono la concessione immediata dell'autogoverno, mentre i figiani nativi preferivano una parziale dipendenza costituzionale da Londra. Il motivo era principalmente legato al fatto che nel corso del tempo gli indofigiani erano cresciuti enormemente di numero e i nativi temevano di perdere il controllo sulle proprie terre e di non essere ascoltati nelle proprie istanze da un governo completamente indofigiano. Il Regno Unito rese noto ai capitribù presenti che la strada era già tracciata ed era loro intenzione percorrerla fino alla fine: le Figi avrebbero avuto un proprio governo responsabile, ma soprattutto l'indipendenza. Messi di fronte alla realtà i capi figiani cercarono di negoziare il miglior accordo possibile: alla fine si decise per la creazione di una roadmap in grado di portare le Figi alla completa indipendenza nel quadro del commonwealth nel giro di qualche anno, ma soprattutto per la creazione di un parlamento bicamerale con un senato composto dai capitribù e una camera dei rappresentanti eletta nei collegi alcuni dei quali costituiti come collegi di comunità, legati a un gruppo etnico. Fu tale compromesso a portare le Figi all'indipendenza il 10 ottobre del 1970.
Con l'indipendenza il paese si trovò sostanzialmente spaccato in due: l'80% delle terre era proprietà dei nativi che ne detenevano i diritti di sfruttamento grazie alla proprietà comune delle tribù, ma gran parte dei coltivatori di canna da zucchero erano indofigiani. A questi il terreno veniva affittato per dieci anni rinnovabili per altri dieci, ma per molti questo tipo di accordo era eccessivamente fragile e domandarono un'estensione del contratto a 30 anni. I rappresentanti delle due etnie erano i due partiti del Partito dell'Alleanza per i figiani e del Partito della Federazione Nazionale per gli indofigiani.

## Dagli anni '80 a oggi

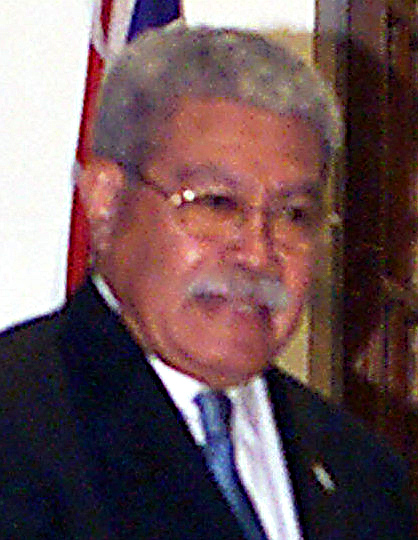
Laisenia Qarase, tra i più importanti politici figiani

Nonostante l'espediente dei collegi su base etnica, la sensazione dei nativi rimaneva quella di assedio politico da parte degli indofigiani. Nel 1987 nell'arcipelago avvennero due colpi di stato, il primo a maggio, il secondo a ottobre. Il risultato di entrambi fu il rovesciamento del governo del presidente Timoci Bavadra e la deposizione di Elisabetta II come regina delle isole, con la conseguente proclamazione della Repubblica delle Isole Figi. Il primo promotore di entrambi i colpi di stato fu il generale delle forze armate figiane Sitiveni Ligamamada Rabuka, il quale addusse, tra le motivazioni della propria azione, la discriminazione del nuovo governo laburista e progressista di matrice indofigiana nei confronti dei nativi. Australia e Nuova Zelanda protestarono contro il golpe ma non intrapresero altre azioni al di fuori di un parziale embargo, mentre gli Stati Uniti sospesero gli aiuti umanitari verso l'arcipelago. Le Nazioni Unite chiesero la restaurazione del governo precedente, mentre il Commonwealth sospese le Figi dall'associazione. Sul piano economico l'economia figiana si contrasse dell'8% a causa dell'embargo e della riduzione del settore turistico. Molti indofigiani, in particolar modo lavoratori con un alto grado di istruzione insieme alle loro famiglie, fuggirono dal paese per tornare in India. Entro il 1994 gli indofigiani tornarono a essere una minoranza nel paese. La nuova costituzione del 1990 assicurava ai nativi 2/3 del senato e la maggioranza dei posti nella camera dei rappresentanti, oltre agli uffici del Primo Ministro e del Presidente. Tali discriminazioni su base etnica vennero rimosse con un processo di revisione costituzionale nel 1997. Nello stesso anno le Figi vennero riammesse nel Commonwealth, sebbene sempre come repubblica.
Le prime elezioni post-revisione costituzionale si tennero nel 1999: la coalizione di partiti progressisti di Mahendra Chaudry sconfisse quella conservatrice di Rabuka. Chaundry diventò così il primo Primo Ministro di origine indofigiana. Successivamente, l'arcipelago fu teatro di altri due golpe nel 2000 e nel 2006. Questi furono intervallati dal governo di Laisenia Qarase, la cui prima preoccupazione fu la creazione di una commissione per la riconciliazione nazionale che trovasse un assetto statale stabile e una mediazione tra le due etnie maggioritarie. Nel 2009 si verificò un altro golpe legato alla figura del premier Josefa Iloilo che durante una trasmissione radiofonica annunciò di aver sospeso la costituzione. Le elezioni successive si tennero nel 2014 e videro la vittoria del presidente Frank Bainimarama.